# 英格蘭足球全國聯賽南
英格蘭足球全國聯賽南（英語：National League South），舊稱英格蘭足球議會南部聯賽（英語：Conference South），是英格蘭足球全國聯賽的第二级联赛之一，它与英格蘭足球全國聯賽北部同级。是英格兰足球联赛系统的第六级联赛。
英格兰足协南部联赛创建于2004年。足协南部联赛的冠军自动升级到足协全国联赛。

## 歷屆冠軍
| 球季      | 聯賽冠軍         | 附加賽冠軍   |
| --------- | ---------------- | ------------ |
| 2004–05年 | 格雷斯           | 伊斯特本**   |
| 2005–06年 | 韋茅夫           | 圣阿尔班斯   |
| 2006–07年 | 希斯頓           | 索尔兹伯里城 |
| 2007–08年 | 刘易斯           | 伊斯特本     |
| 2008–09年 |                  | 海耶斯       |
| 2009–10年 |                  |              |
| 2010–11年 | 布倫特里         | 艾貝斯費特聯 |
| 2011-12年 |                  | 达特福德     |
| 2012-13年 | 威靈聯           | 索尔兹伯里城 |
| 2013-14年 | 伊斯特利         | 多佛竞技     |
| 2014-15年 | 布羅姆利         |              |
| 2015-16年 |                  | 梅德斯通     |
| 2016-17年 | 梅登黑德聯       | 艾貝斯費特聯 |
| 2017-18年 | 哈雲特與禾達路維 | 布倫特里     |
| 2018-19年 |                  |              |
| 2019-20年 | 石威德           |              |
| 2020-21年 | 從缺             | 從缺         |
| 2021-22年 | 梅德斯通         | 多爾金流浪者 |
| 2022-23年 | 艾貝斯費特聯     | 牛津城       |
| 2023-24年 |                  | 布倫特里     |
| 2024-25年 | 特魯羅城         | 波利咸活特   |

**沒有升班。在2004/05年球季只有三個升級席位，南部及北部聯賽附加賽冠軍需在中立的不列顛尼亞球場（Britannia Stadium）再進行一場附加賽決定第三個升級席位，結果伊斯特本1-2不敵而失落升級資格

## 南部聯賽球隊（2024/25）

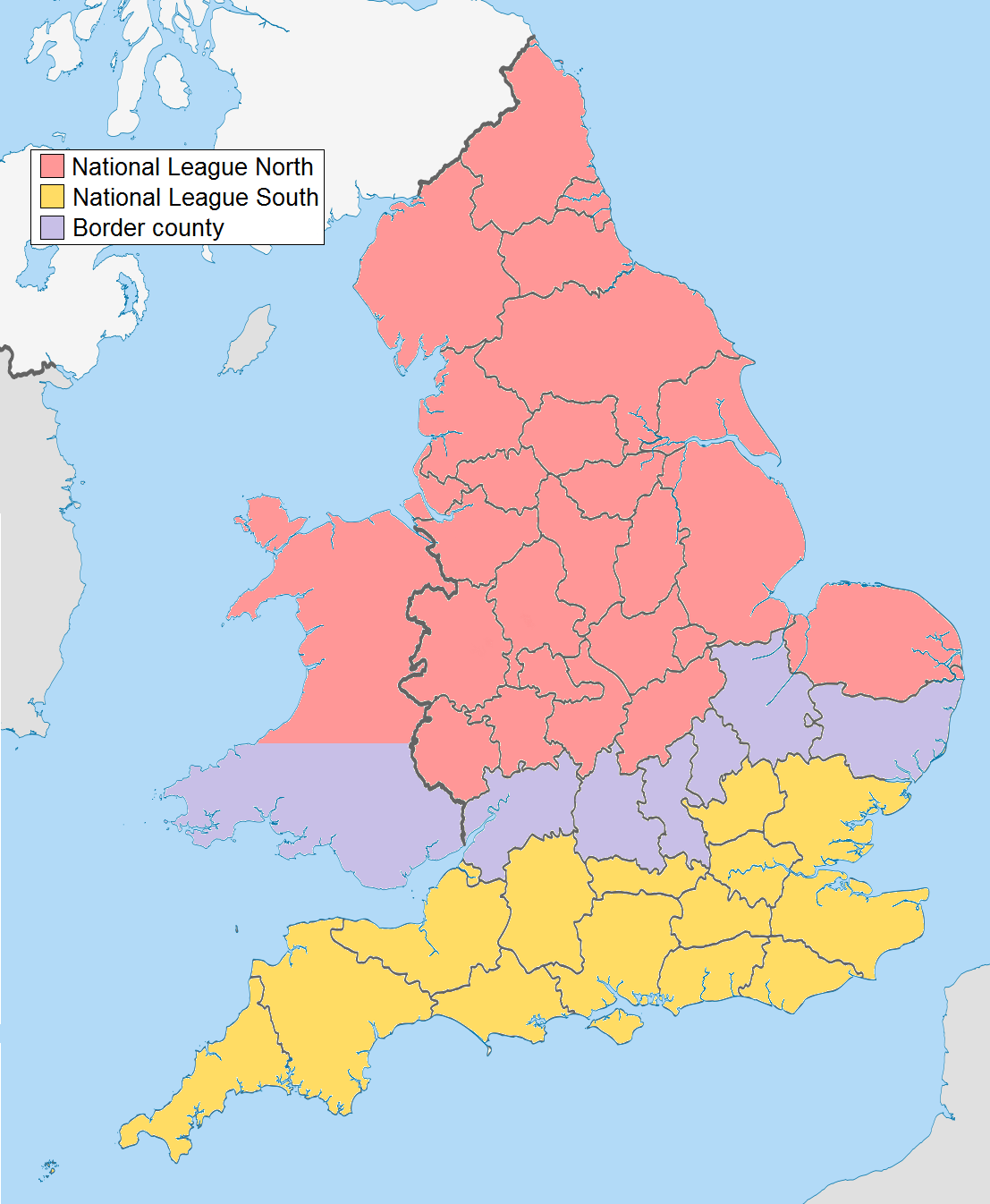
議會南部聯賽球隊來自黃色的地區，但因應隊數亦有議會北部聯賽的紫色地區。

| 球會                                         | 上季成績                     |
| -------------------------------------------- | ---------------------------- |
| （Dagenham & Redbridge）                     | 全國聯，第 21 位             |
| （Maidenhead United）                        | 全國聯，第 22 位             |
| （Ebbsfleet United）                         | 全國聯，第 24 位             |
| （Torquay United）                           | 第 2 位                      |
| 伊斯特本市（Eastbourne Borough）             | 第 3 位                      |
| 沃辛（Worthing）                             | 第 4 位                      |
| 多爾金流浪者（Dorking Wanderers）            | 第 6 位                      |
| 梅德斯通聯（Maidstone United）               | 第 7 位                      |
| 滨海韦斯顿（Weston-super-Mare）              | 第 8 位                      |
| 霍恩徹奇（Hornchurch）                       | 第 9 位                      |
| 法恩堡（Farnborough）                        | 第 10 位                     |
| 燦斯福特城（Chelmsford City）                | 第 11 位                     |
| 亨默亨普斯特德（Hemel Hempstead Town）       | 第 12 位                     |
| 切舍姆聯（Chesham United）                   | 第 13 位                     |
| （Chippenham Town）                          | 第 14 位                     |
| （Bath City）                                | 第 15 位                     |
| 斯勞鎮（Slough Town）                        | 第 16 位                     |
| 湯布里奇天使（Tonbridge Angels）             | 第 17 位                     |
| 漢普頓列治蒙堡（Hampton & Richmond Borough） | 第 18 位                     |
| 恩菲爾德鎮（Enfield Town）                   | 第 19 位                     |
| 沙尼斯貝利（Salisbury）                      | 第 20 位                     |
| 霍舍姆（Horsham）                            | 依斯米安聯賽-超聯組，第 1 位 |
| 多佛竞技（Dover Athletic）                   | 依斯米安聯賽-超聯組，第 5 位 |
| 托顿（Totton）                               | 南部聯賽-超聯組南，第 2 位   |

## 相關
- 英格蘭足球全國聯賽北

## 外部連結
- National Conference official site （页面存档备份，存于）
- Conference South Guide
- Conference South clubs' locations （页面存档备份，存于）